# František Peyr
František Peyr (Praga, 5 agosto 1896 – 26 novembre 1955) è stato un calciatore cecoslovacco, di ruolo portiere.
Dopo aver partecipato all'Olimpiade di Anversa, il 6 maggio 1923 esordisce in Nazionale contro la Danimarca (2-0).

## Palmarès

### Club

#### Competizioni nazionali
- Campionato cecoslovacco: 5

Sparta Praga: 1919, 1920, 1921, 1922, 1923